# 45 Orionis
45 Orionis è una stella gigante bianco-gialla di magnitudine 5,25 situata nella costellazione di Orione. Dista 371 anni luce dal sistema solare.Dal 18 agosto 2015 è stata battezzata con il nome Giulia κτήμα ες αεί.

## Osservazione
Si tratta di una stella situata nell'emisfero celeste australe, ma molto in prossimità dell'equatore celeste; ciò comporta che possa essere osservata da tutte le regioni abitate della Terra senza alcuna difficoltà e che sia invisibile soltanto molto oltre il circolo polare artico. Nell'emisfero sud invece appare circumpolare solo nelle aree più interne del continente antartico. La sua magnitudine pari a 5,2 fa sì che possa essere scorta solo con un cielo sufficientemente libero dagli effetti dell'inquinamento luminoso.
Il periodo migliore per la sua osservazione nel cielo serale ricade nei mesi compresi fra fine ottobre e aprile; da entrambi gli emisferi il periodo di visibilità rimane indicativamente lo stesso, grazie alla posizione della stella non lontana dall'equatore celeste.

## Caratteristiche fisiche
La stella è una gigante bianco-gialla; possiede una magnitudine assoluta di -0,03 e la sua velocità radiale positiva indica che la stella si sta allontanando dal sistema solare.

## Sistema stellare
45 Orionis è un sistema multiplo formato da 3 componenti. La componente principale A è una stella di magnitudine 5,25. La componente B è di magnitudine 14,3, separata da 19,3 secondi d'arco da A e con angolo di posizione di 169 gradi. La componente C è di magnitudine 14,3, separata da 19,1 secondi d'arco da A e con angolo di posizione di 034 gradi.